# Francesc Serrat Pujolar

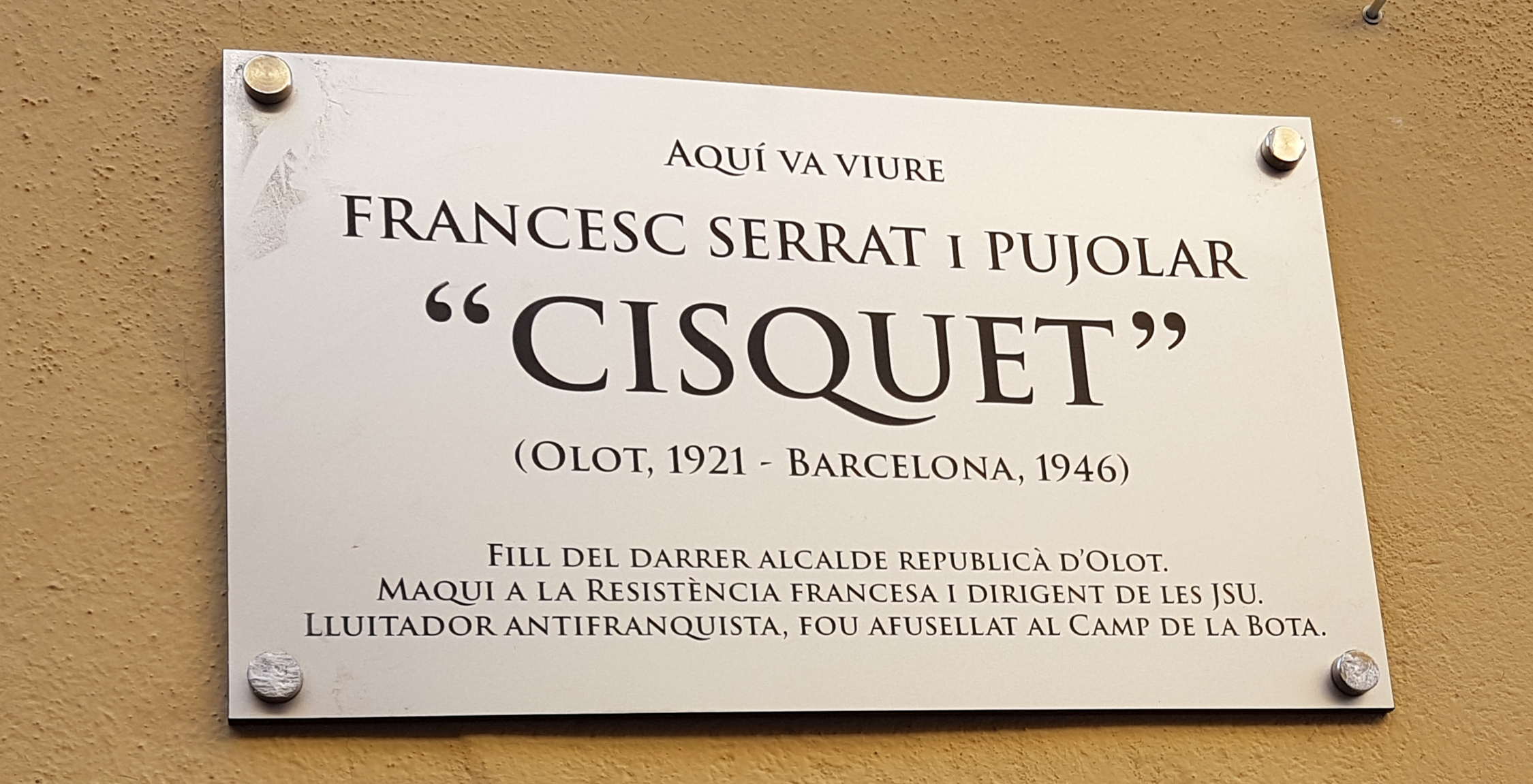
Placa de record a Francesc Serrat Pujolar "Cisquet" al carrer Macarnau 5, d'Olot

Francesc Serrat i Pujolar, popularment conegut com a Cisquet, (Olot, 1921 - Barcelona, 25 de febrer de 1946) fou un maquisard i antifranquista. Era el fill gran del darrer alcalde republicà d'Olot, Joan Serrat Masó. Refugiat a França, Serrat va participar molt activament en la resistència contra l'ocupació nazi. Tinent de les FFI (Forces françaises de l'intérieur). Militant de les JSU i del PSUC. Fundador i representant de les Joventuts de la Unión Nacional a la Divisió 204 de la Agrupación Guerrillera Española, va participar en la Operación Reconquista de España amb la invasió de la Vall d'Aran. Retornà a Catalunya amb un dels primers grups de l'Agrupació Guerrillera de Catalunya l'any 1944.
Va haver d'abandonar Catalunya amb la seva família per a fugir de l'ocupació de les tropes franquistes el 2 de febrer de 1939. A l'altra banda del Pirineu, va ser internat al camp d'Argelers, d'on sortí per traslladar-se a Luc-en-Diois, on treballa al molí de la família Abonnenc. Amb el govern de Vichy torna a ser internat al camp d'Agde i, posteriorment, s'incorpora a la 662a Compagnie des Travailleurs Étrangers (CTE) al Puy de Dôme, on inicia una breu però intensa vida de militant i guerriller.
El mes de setembre de 1942 s'incorpora al maquis de l'Ariége, participant en la resistència amb atacs i sabotatges a les forces d'ocupació nazis i en els grups de pas de frontera amb la doble missió de traslladar a la península ibèrica a militars francesos i aviadors anglesos. Com a tinent FFI, a l'agost de 1944 participa en la batalla del coll de la Crouzette i a l'alliberament de Foix. El 19 d'octubre del mateix any participa en la fracassada operació de la Vall d'Aran, on protegeix la retirada de la Divisió 204 de l'Agrupació de Guerrillers del comandant Vicente López Tovar
El 24 d'octubre retorna a Toulouse per formar part d'un grup d'infiltració a l'interior d'Espanya amb l'objectiu d'establir contactes i crear punts de suport formant una base guerrillera a les comarques gironines. Entren a Catalunya per l'Alta Garrotxa el mes de desembre junt amb Joan Arévalo, Joan Fortuny, Eduard Segriá i Josep Travé.
Després de diverses vicissituds, a finals de febrer el seu grup de guerrillers es trasllada a Reus però reben l'ordre de dirigir-se a Barcelona per organitzar la guerrilla urbana. Són recollits el 3 de maig al castell d'Eramprunyà (Gavà) per un grup de Joventut Combatent. El 9 de juny és detingut, junt amb els seus companys; són salvatgement torturats i el 8 de juliol ingressen a la presó Model de Barcelona.
Francesc Serrat fou jutjat el dia 1 de febrer de 1946 en Consell de Guerra Sumaríssim, procediment SO 33830 (TMTT: 6051), condemnat a mort i executat al Camp de la Bota el 25 de febrer de 1946, junt amb Joan Arévalo.
El 24 de maig de 2018 el ple de l'ajuntament d'Olot va acordar que aviat es col·locarà una placa al domicili olotí on va viure, al número 5 del carrer Macarnau, amb una breu explicació de la seva defensa per les llibertats. També es va decidir que una representació institucional de l'Ajuntament d'Olot participarà en l'homenatge que se celebra cada any el cap de setmana més proper al 25 de febrer al Fossar de la Pedrera del cementiri de Montjuïc, on hi ha les restes dels més de 1.700 catalans que van ser executats pel franquisme a Barcelona.